# Cystisella elegantula
Cystisella elegantula är en mossdjursart som först beskrevs av d'Orbigny 1851.  Cystisella elegantula ingår i släktet Cystisella och familjen Bryocryptellidae. Inga underarter finns listade i Catalogue of Life.